# Błotno (gmina)
Błotno (do 1954 Dąbrowa Nowogardzka) – dawna gmina wiejska istniejąca w latach 1973–1976 w woj. szczecińskim (dzisiejsze woj. zachodniopomorskie). Siedzibą władz gminy było Błotno.
Gmina Błotno została utworzona 1 stycznia 1973 w powiecie nowogardzkim w woj. szczecińskim. 1 czerwca 1975 gmina weszła w skład nowo utworzonego (mniejszego) woj. szczecińskiego.
2 lipca 1976 gmina została zniesiona przez połączenie z dotychczasową gminą Nowogard w nową gminę Nowogard.